# Уилиямсън (окръг, Тексас)
Окръг Уилиямсън (на английски: Williamson County) е окръг в щата Тексас, Съединени американски щати. Площта му е 2940 km², а населението - 394 193 души. Административен център е град Джорджтаун.